# Ашарский сельсовет
Ашарский сельсовет  — административно-территориальная единица и муниципальное образование со статусом сельского поселения в Курахском районе Дагестана Российской Федерации.
Административный центр — село Ашар.

## Население
| 2002 | 2010 | 2012 | 2013 | 2014 | 2015 | 2016 |
| ---- | ---- | ---- | ---- | ---- | ---- | ---- |
| 739  | ↗747 | ↘744 | ↘736 | ↘734 | ↗738 | ↘730 |
| 2017 | 2018 | 2019 | 2020 | 2021 | 2023 | 2024 |
| ↘720 | ↘711 | ↘692 | ↘687 | ↗715 | ↘706 | ↗709 |
| 2025 |      |      |      |      |      |      |
| ↘703 |      |      |      |      |      |      |

## Состав
| № | Населённый пункт | Тип населённого пункта       | Население |
| - | ---------------- | ---------------------------- | --------- |
| 1 | Ашар             | село, административный центр | ↗588      |
| 2 | Кукваз           | село                         | ↘127      |